# Emmanuel Kwasi Afranie
Emmanuel Kwasi Afranie (ur. 27 marca 1950 – zm. 9 listopada 2016 w Suhum) – ghański trener piłkarski, były selekcjoner reprezentacji Ghany.

## Kariera trenerska
W 1984 roku Afranie został selekcjonerem reprezentacji Ghany. Prowadził ją w Pucharze Narodów Afryki 1984, jednak po meczach z Nigerią (1:2), z Algierią (0:2) i z Malawi (1:0) Ghana nie wyszła z grupy.
W 1997 roku Afranie prowadził Hearts of Oak. Następnie był selekcjonerem reprezentacji Ghany U-17 (1997-1998), reprezentacji Ghany kobiet (1998-1999) i ponownie reprezentacji Ghany mężczyzn (2002-2003). W latach 2005–2006 był trenerem Asante Kotoko SC.